# さよなら、さよならハリウッド
『さよなら、さよならハリウッド』（Hollywood Ending）は、2002年公開のアメリカ合衆国の映画。再起をかけた映画の製作途中にストレスから視力を失ってしまった映画監督をコメディ・タッチに描く。
2002年の第55回カンヌ国際映画祭で特別招待作品として上映された。

## キャスト
| 役名     | 俳優                     | 日本語吹替 |
| -------- | ------------------------ | ---------- |
| ヴァル   | ウディ・アレン           | 角野卓造   |
| エリー   | ティア・レオーニ         | 渡辺美佐   |
| エド     | ジョージ・ハミルトン     | 坂口芳貞   |
| ハル     | トリート・ウィリアムズ   | 原康義     |
| アル     | マーク・ライデル         | たかお鷹   |
| ロリ     | デブラ・メッシング       | 雨蘭咲木子 |
| シャロン | ティファニー・ティーセン | 魏涼子     |
| 女優     | エリカ・リーセン         |            |

## 評価
アメリカ国内ではチケットの販売額が500万ドルに満たないなど、興業的には不振であったが、国外での収益は1000万ドルに迫った。皮肉なことに劇中でヴァルが監督する作品も、国内で不振だったが海外では評価された、という設定である。
イギリスでは劇場公開されず、DVDも販売されていない。